# Jakob Häne
Jakob Häne (* 31. Mai 1913 in Kirchberg, Kanton St. Gallen; † 5. April 1978 ebenda) war ein Schweizer Maler, Freskant und Mosaizist.

## Leben
Häne ist vor allem als Madonnenbilder und Kirchenmaler bekannt. Er hat über 500 Madonnenbilder und über 100 Werke mit religiösen Motiven in Ölfarbe gemalt (ca. 1/3 davon wurden im Ars Acra Verlag München als Andachtsbildchen gedruckt). Er schuf grossflächige Mosaike, Wandbilder (Fresken), Bildhauerwerke, Holzschnitte, Kupferstiche, Lithographien, Portraits und auch Landschaftsbilder.
In seinem letzten Lebensjahrzehnt malte er die Apokalypse, die Offenbarung des Johannes, in 43 grossformatigen Öl-Bildern.
Der Bildband Apokalypse – Geheime Offenbarung erschien am 25. Oktober 1976 im Christiana-Verlag. 1978 ist dieser Bildband auch in französischer Sprache herausgegeben worden. Außerdem erschienen weitere Bildbände und Drucke seiner Werke.
Jakob Häne lebte mit seiner Frau und den vier Töchtern in Kirchberg SG.

## Werke (Auswahl)
- 1937: Gähwil, Unterkirche: Rundbild
- 1939: Kirche Alt St. Johann, Altarbild, Seitenaltäre, Leidensstationen
- 1941: Kirche Kappel, Altarbild, Leidensstationen
- 1943: Kapelle Priesterheim Wesen: St. Josef
- 1944: Schaan, Chorbild
- 1948: Kirche Meiringen, Altarbild
- 1953: Kapelle Hintergoldingen: Altarbild
- 1956: Schulhaus Kirchberg, gr. Wandmosaik aus Natursteinen
- 1957: Kirche Gelterkinden, Altarbild
- 1963: Kirchberg: Bildhauerarbeit: Priester-Grabmal
- 1966: Dietschwil Schulhaus: Platten-Mosaik 4 Elemente